# Mazraeh-ye Najafabad
Mazraeh-ye Najafabad (em persa: مزرعه نجف اباد, também romanizada como Mazra‘eh-ye Najafābād) é uma aldeia do distrito central do condado de Abadeh, na província de Fars, no Irã.
No censo de 2006, sua existência foi registrada, mas sua população não foi contada.